# オルソーニャ
オルソーニャ（イタリア語: Orsogna）は、イタリア共和国アブルッツォ州キエーティ県にある、人口約3,800人の基礎自治体（コムーネ）。

## 地理

### 位置・広がり

#### 隣接コムーネ
隣接するコムーネは以下の通り。
- アーリ
- アリエッリ
- カノーザ・サンニータ
- カステル・フレンターノ
- フィレット
- グアルディアグレーレ
- ランチャーノ
- ポッジョフィオリート

## 行政

### 分離集落
オルソーニャには、以下の分離集落（フラツィオーネ）がある。
- Feuduccio, Ritiro, San Basile, Sterparo, Valli-Coste di Moro